# Gan (Frankrijk)
Gan is een gemeente in het Franse departement Pyrénées-Atlantiques (regio Nouvelle-Aquitaine). De plaats maakt deel uit van het arrondissement Pau. In de gemeente ligt de spoorweghalte Gan. De gemeente telde 5.649 inwoners op 1 januari 2022.

## Geografie
De oppervlakte van Gan bedroeg op 1 januari 2022 39,62 vierkante kilometer; de bevolkingsdichtheid was toen 142,6 inwoners per km².

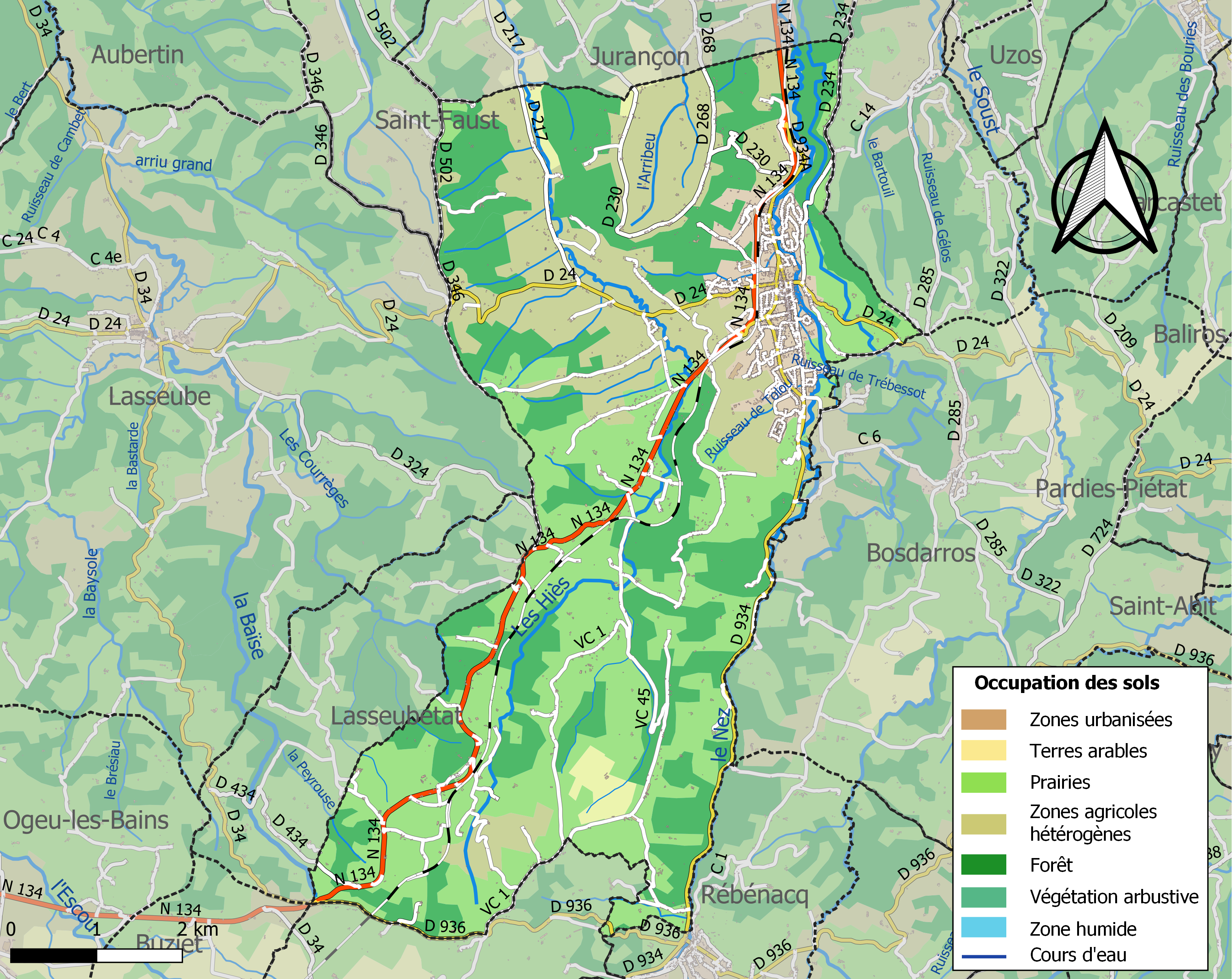
Kaart van de gemeente met belangrijkste infrastructuur, bodemgebruik en omliggende gemeenten

## Demografie
De figuur toont het verloop van het inwonertal (bron: INSEE-tellingen).

## Geboren in Gan
- Pierre Emmanuel (1916-1984), Frans dichter